# Hohe (Hehlen)
Hohe ist ein Dorf und südlicher Ortsteil der Gemeinde Hehlen im Landkreis Holzminden, Niedersachsen.

## Geschichte
Der Ort wurde 822/836 erstmals unter dem Namen Haoga urkundlich erwähnt. Weitere Namen sind Hogen (1252 und 1360) und to dem Hoghe (1382).
Hohe wurde 1973 nach Hehlen eingemeindet.

## Kultur und Sehenswürdigkeiten
Die erste Dorfkirche wurde 1252 erbaut und am Ende des 17. Jahrhunderts durch die heutige achteckige Immanuelkirche ersetzt. Ältestes Stück ihrer Ausstattung ist der Taufstein. Die Orgel aus 1899 stammt von Faber & Söhne. Die Gemeinde gehört zum Kirchenkreis Holzminden-Bodenwerder.